# Escut de Sant Miquel de Balenyà
L'escut oficial de Sant Miquel de Balenyà és el símbol oficial d'aquesta entitat municipal descentralitzada i es descriu mitjançant el següent blasonament:
Escut caironat: d'argent, un gallaret de gules botonat de sable acompanyat a la punta d'un geminat en faixa de sable.

## Disseny
La composició de l'escut està formada sobre un fons en forma de quadrat recolzat sobre un dels seus vèrtexs, anomenat escut caironat, segons la configuració difosa a Catalunya i d'altres indrets de l'antiga Corona d'Aragó i adoptada per l'administració a les seves especificacions per al disseny oficial dels municipis dels ens locals. És de color blanc o gris clar (argent), amb la representació heràldica d'un galleret de color vermell (gules) amb la part central de color negre (botonat de sable). La part inferior de l'escut conté un geminat en faixa.
Per diferenciar-lo dels escuts d'altres institucions locals, els escuts de les entitats municipals descentralitzades no contenen cap timbre, seguint el reglament del Departament de Governació d'Administracions Locals de la Generalitat de Catalunya.

## Història
El 16 de març de 2015, la comissió gestora de l'EMD va iniciar l'expedient d'adopció de l'escut. Després dels tràmits reglamentaris, va ser aprovat el 28 de novembre de 2016 i publicat al DOGC el 14 de desembre del mateix any amb el número 7266. Es tracta d'un escut de nova creació, ja que Sant Miquel de Balenyà no havia tingut administració pròpia fins al 2012. El gallaret fa referència a l'origen de la paraula Balenyà (que significa "vall de flors"), i el geminat representa una via de tren, ja que el poble es va formar al voltant de l'Estació de Balenyà-Tona-Seva.